# Elektrownia wiatrowa w Łowiczu
Elektrownia wiatrowa w Łowiczu – elektrownia wiatrowa mieszcząca się w miejscowości Niedźwiada niedaleko Łowicza. 
Umiejscowiona jest w bezpośredniej bliskości strefy NATURA 2000, przy drodze krajowej numer 92. Elektrownia działa od marca 2007. Jej moc to 500 kW. Planowana jest rozbudowa o kolejną turbinę wiatrową. Docelowo ma tam powstać zespół trzech turbin wiatrowych o łącznej mocy 1100 kW. Z obserwacji nasilenia wiatru w powiecie łowickim wynika, że średnia prędkość wiatru w okolicy Niedźwiady wynosi od 3,2 m/s do 5 m/s.